# Arthur e la vendetta di Maltazard (romanzo)
Arthur e la vendetta di Maltazard (Arthur et la Vengeance de Maltazard) è un romanzo fantasy per ragazzi di Luc Besson scritto nel 2004 partendo da un'idea di Céline Garcia. È il terzo capitolo di una serie di quattro romanzi.
È stato pubblicato per la prima volta in italiano nel 2006.
Il romanzo ha ispirato un film omonimo del 2009, secondo film della trilogia.

## Trama
Il libro inizia circa dieci settimane dopo i fatti del secondo volume Arthur e la città proibita.
Arthur attende con trepidazione il giorno in cui si potrà riaprire il portale per il mondo dei minimei, e reincontrare la principessa Selenia di cui è innamorato.
Tuttavia una serie di avvenimenti tra cui il ritorno di suo padre che tenta di portarlo via dall'abitazione di sua nonna, cercheranno di ostacolare il suo intento.
Inoltre, a metterlo più in agitazione, c'è un inquietante messaggio portato da un ragno messaggero: un chicco di riso con sopra scritto "Aiuto". Il fatto porta al protagonista terrore ed angoscia e fa di tutto per sfuggire al padre. Riuscendo a fuggire dalla macchina e ritornando a casa della nonna, inizia insieme alla tribù dei bogo-matassalai, la procedura per tornare nel mondo dei Minimei.
Tuttavia un banco di nuvole impedisce alla luna di splendere (requisito essenziale per l'apertura del portale) e la tribù decide di utilizzare un metodo un po' pericoloso chiamato "passaggio delle radici". La pericolosità di tale metodo sta nel fatto che Arthur dovrà tornare nel nostro mondo prima dell'alba o rimarrà nel mondo dei minimei per sempre.
Arthur ne accetta i pericoli e sperimenta il metodo. Una volta rimpicciolito, si avvia al villaggio dei Minimei per accertarsi che non ci siano problemi.
Raggiunto il villaggio viene a sapere che nessuno sa nulla della richiesta d'aiuto che Arthur ha ricevuto e lo trovano oltretutto impossibile, poiché i messaggi vengono sempre recapitati tramite foglie e non chicchi di riso.
Trova comunque tutti in buona salute, ma non riesce a trovare Selenia che a detta di Miro, il consigliere di corte, era uscita a fare una passeggiata delusa dall'assenza di Arthur.
Mentre il ragazzino attende la sua amata principessa tornare al villaggio, Miro racconta ad Arthur molte cose riguardo al passato di Selenia tra cui la morte della madre.
Al termine del racconto, qualcuno bussa al portone del villaggio e alla cui apertura si presenta Maltazard, l'odiato nemico dei Minimei che con un lugubre coltello tiene in ostaggio Selenia.
Maltazard rivela ad Arthur di essere stato lui stesso a mandare il messaggio di aiuto, per attirarlo nel mondo dei minimei e permettergli di raggiungere il nostro mondo lasciando Arthur intrappolato.
Il libro si conclude con Maltazard che riesce a raggiungere il nostro mondo assumendo le sembianze di un mostro di 2 metri e 40. La storia continua con Arthur e la guerra dei due mondi.